# Montalto di Castro
Montalto di Castro è un comune italiano di 8 694 abitanti della provincia di Viterbo. Situato nella Maremma laziale, è il comune più occidentale della regione Lazio.

## Geografia fisica

### Territorio
Collocata a 42 m s.l.m., Montalto di Castro si trova nella zona costiera della Maremma laziale, ed è bagnata dalle acque del fiume Fiora.
Nel territorio comunale scorre anche il torrente Arrone e più a nord il torrente Chiarone, che segna il confine tra il Lazio e la Toscana.
Le spiagge si trovano sulla costa tirrenica laziale, sono composte da sabbia ferrosa, e confinano con pinete.

### Clima
Classificazione climatica: zona D, 1497 GR/G

## Storia

### Origini

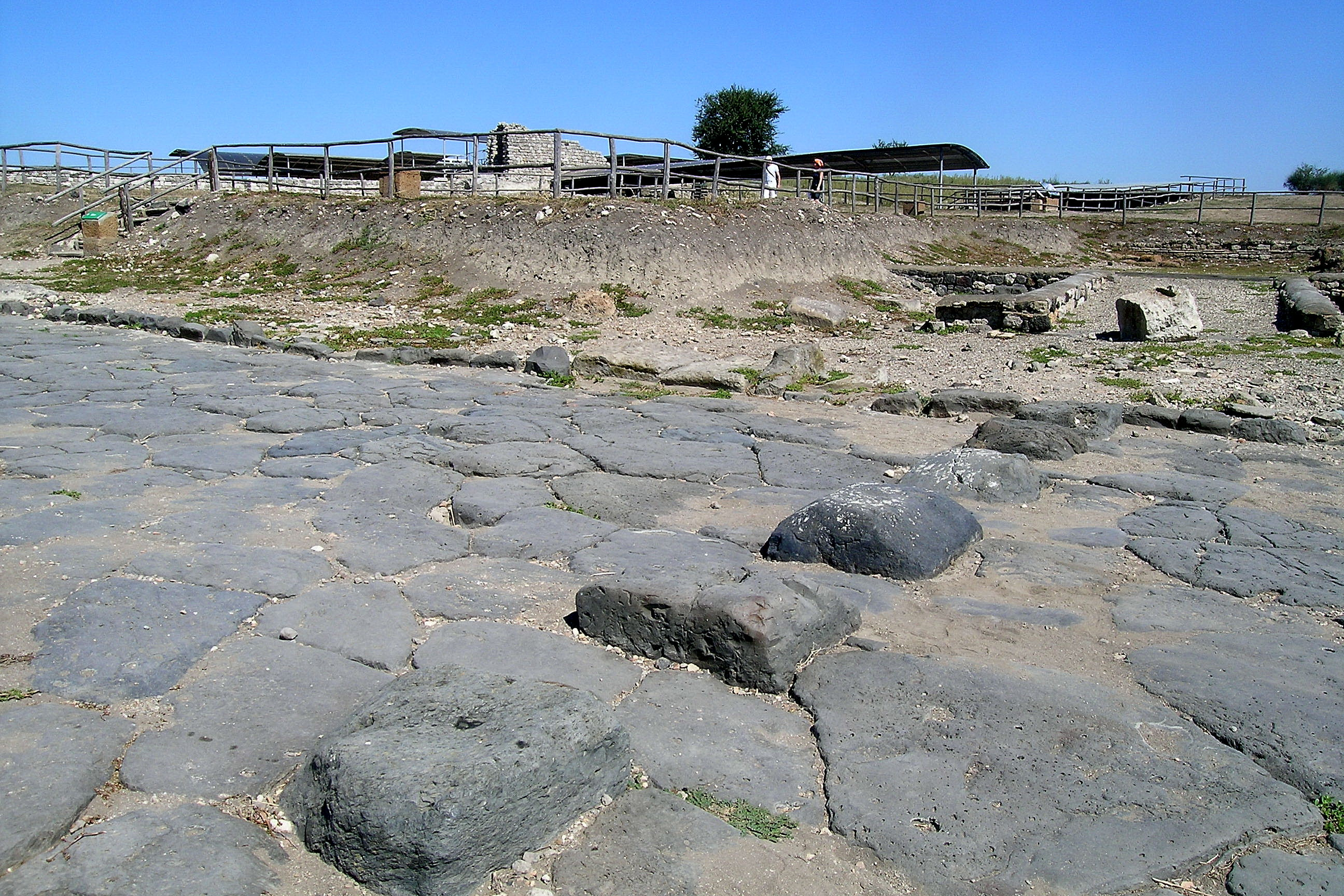
Strada romana a Vulci

Per alcuni eruditi il castrum Montis Alti fu fondato nel V-VI secolo d.C. dai profughi della città costiera Gravisca, distrutta dai pirati. Altri raccontano che il castello fu fondato nell'VIII secolo da Desiderio, Re dei Longobardi. Entrambe le ipotesi non sono supportate da documenti. Montalto esce dalla leggenda ed entra nella storia solo nell'852 d.C.: in una bolla di papa Leone IV diretta al vescovo di Tuscania, compare, per la prima volta, il nome Montis Alti.
Per altri l'abitato sorge dove si trovava Forum Aurelii, in località Casa dell'Uliveto, posta a controllo della via Aurelia, cui i romani attribuirono le terre sottratte alla città etrusca di Vulci, dopo che questa fu sconfitta dall'esercito condotto dal console Tiberio Coruncanio, a cui per questa vittoria fu tributato il trionfo..

### Medioevo
Tra i secoli XI secolo e XII Montalto subì gravi distruzioni. La più nota è quella del 1109 quando papa Pasquale II, per sconfiggere Stefano dei Corsi, fece distruggere, dalle milizie normanne, Castrum Montis Alti in cui si era arroccato.
Durante l'Età Medievale nacque e si sviluppò uno scalo portuale: situato nella foce del fiume Fiora, costituì un approdo importantissimo per le rotte tirreniche, specie per l'imbarcazione dei grani. Il centro storico raggiunge la sua massima espansione urbanistica: nel Trecento, infatti, ospita più di mille uomini. Per questi motivi diventa un territorio ambito: oltre al Papa se lo contendono il Comune di Roma, gli Orsini, i Prefetti di Vico. Le continue battaglie di quest'epoca, la Cattività Avignonese e la difficile congiuntura economica mettono in grave crisi il paese che scende da mille a 250 uomini.
La difficile condizione migliorerà, in parte, nel 1421 quando papa Martino V, interessato a mantenere nella zona un centro abitato per sorvegliare la Dogana dei Pascoli, scrisse una bolla per favorire il ripopolamento nella zona. Da questo momento il territorio di Montalto si lega indissolubilmente al sistema agro-pastorale, alla transumanza e al lavoro stagionale. La malaria e le dure condizioni di vita degli abitanti renderanno costante il pericolo di spopolamento. Saranno le continue migrazioni dagli Appennini e dalla Corsica a scongiurare questa possibilità.

### Età moderna
Per volontà di papa Paolo III, il 22 dicembre 1535 il paese di Montalto e il suo territorio viene concesso in feudo a Pier Luigi Farnese, suo figlio. Dopo qualche anno si costituisce il ducato di Castro. Montalto vive una breve fase fiorente. Nel Seicento, invece, avviene un rapido declino. Il colpo finale è dato dalle tremende guerre contro Castro: nel 1649, la Città, viene rasa al suolo e il suo territorio torna a far parte dello Stato Pontificio. Le condizioni socio-economiche di Montalto però non ne giovano, anzi, su tutto il territorio, dato in affitto ad un appaltatore generale, domina la pastorizia e la coltivazione estensiva del grano. I primi anni del Settecento sono ricordati come gli anni terribili di Montalto. Nel 1709 la popolazione raggiunge il suo minimo storico: centottantadue abitanti. Il Governo pontificio si accorge della miserevole condizione di questa popolazione e si accinge ad una serie di importanti investimenti: il ponte sul fiume Fiora, sotto il quale passa anche l'acquedotto per la Fontana del Mascherone e la costruzione di un nuovo ospedale nel monastero San Sisto.
Il comune di Montalto di Castro inizia, verso la metà del secolo XVIII, la lotta contro gli appaltatori in difesa degli Usi civici. Le liti legali intentate in questi anni sono numerosissime e conducono il Comune ad un indebitamento cronico. Sarà nuovamente un papa a tentare di risollevare la popolazione di Montalto: Pio VI. Nel 1778, con un Motu Proprio, annulla i debiti, abolisce dazi e gabelle, pone i proventi del Comune sotto l'Amministrazione della Camera Apostolica, aumenta i diritti di uso civico, stimolando la coltivazione delle terre e il ripopolamento. Questa serie di riforme generò dei risultati positivi, pur non modificando le strutture di base e i problemi endemici di quella società: malaria, povertà, epidemie. La popolazione nel 1783 arriva alla soglia della seicento unità, nasce una borghesia agricola, viene avviata una vasta opera edilizia: costruzione della chiesa di S. Maria Assunta e della nuova fontana delle Tre Cannelle, innalzamento di un piano del Castello Orsini e la costruzione di nuove abitazioni sia nel centro che fuori, per rispondere all'aumento demografico. L'economia subisce un'ulteriore impennata con il passaggio dal sistema di affitto a quello di enfiteusi voluto dal tesoriere Fabrizio Ruffo. È di questi anni la nascita dell'agglomerato urbano oggi denominato Pescia Romana. Passata in enfiteusi allo spagnolo Consalvo Adorno, diventa un'azienda agricola moderna. Nel 1795, per volontà dell'Adorno, sorge un grande casale al centro della tenuta Campo Pescia, il palazzo oggi chiamato Borgo Vecchio.

### Dall'Ottocento alla riforma agraria
Tra il 1798 e il 1814 tutto il territorio della Chiesa subisce numerosissimi passaggi di truppe e due lunghe invasioni: quelle dell'esercito francese. Al ritorno del Papa, nel 1814, ritroviamo una Montalto spopolata e debole. Inizia così un secolo che vedrà nei continui attacchi agli usi civici, nella definitiva privatizzazione delle terre demaniali e nel perdurare dei vecchi sistemi di sfruttamento, la nascita delle grandi proprietà e la proletarizzazione dei suoi abitanti. I primi anni del Novecento devono essere ricordati, oltre che per il tributo di sangue versato dai montaltesi nella Grande Guerra, soprattutto per le Invasioni delle terre. Un movimento che, parzialmente interrotto durante il Ventennio e ripreso al termine della seconda guerra mondiale, vedrà nella Riforma Agraria, con l'esproprio delle terre ai grandi proprietari e la lottizzazione, un suo parziale compimento.

### Secolo XX
Negli anni ottanta è stata iniziata la costruzione della centrale nucleare, mai entrata in servizio, ma rimpiazzata dalla centrale policombustibile costruita di fianco.

## Monumenti e luoghi d'Interesse
Convento e Chiesa San Sisto, costruita dai frati Agostiniani nel XIII secolo. È un complesso monumentale ed è utilizzato per mostre ed esposizioni

### Architetture religiose
- Chiesa di Santa Maria Assunta
- Chiesa di Santa Croce

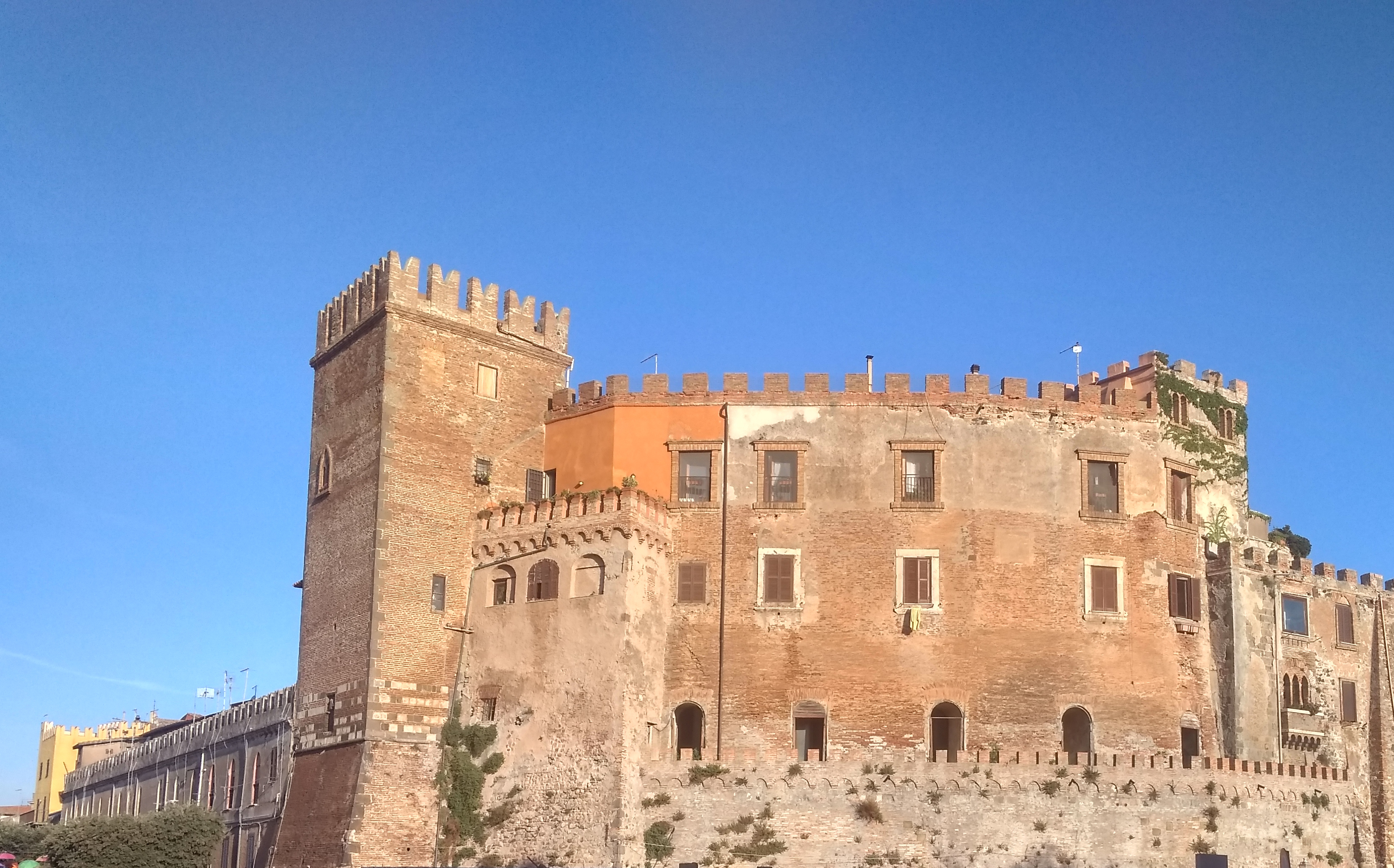
Castello Guglielmi

- Chiesa di Santa Maria della Vittoria

### Architetture civili

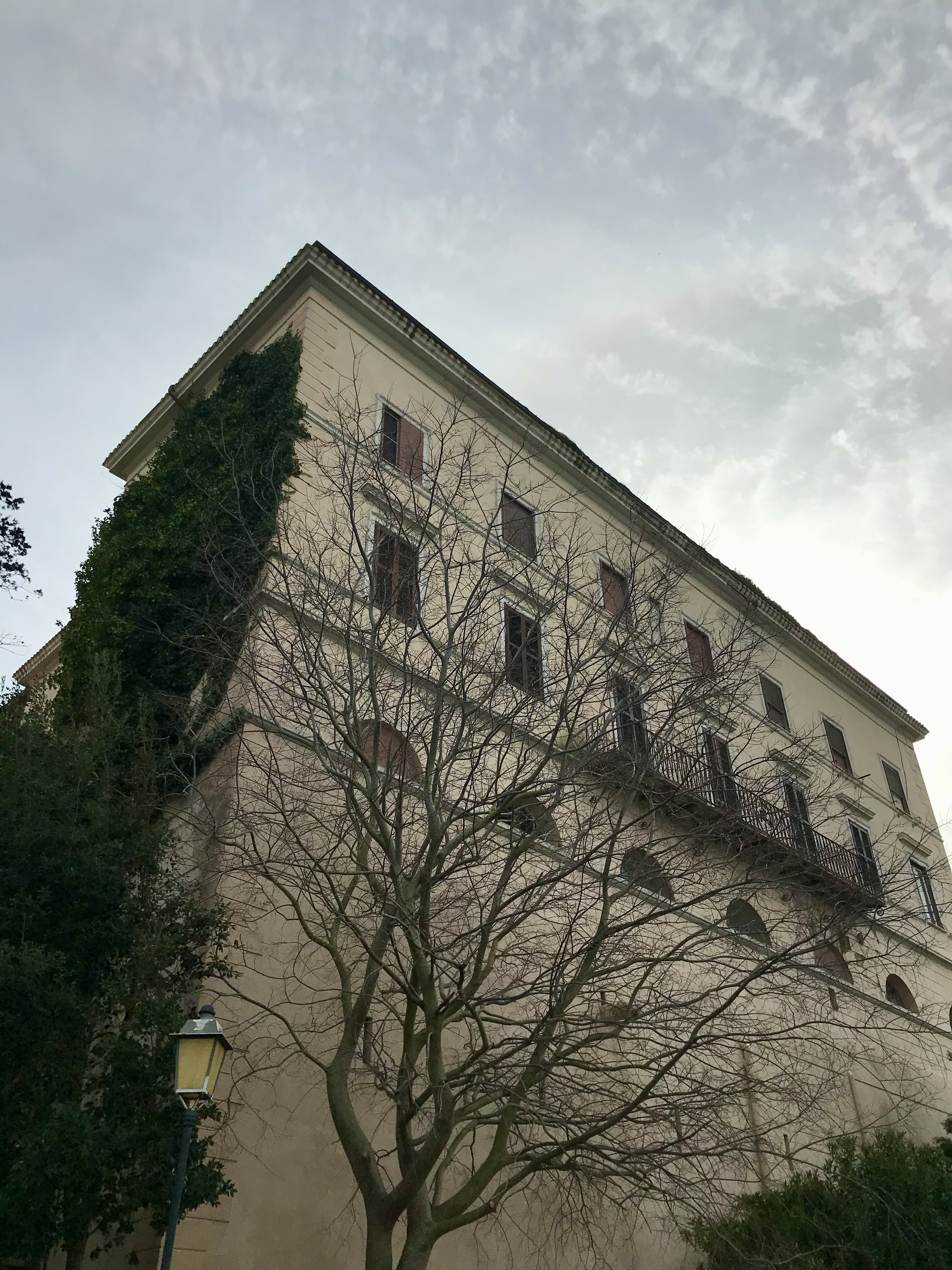
Palazzo Funari

- Palazzo Funari (XVII secolo)
- Ponte Etrusco
- Palazzo del Chiarone

### Architetture militari
- Castello Guglielmi;
- Castello dell'Abbadia.

### Altro
- Fontana del Mascherone
- Fontana delle tre cannelle
- Fontana Franco Palombaro
- Madonna dello Speronello[14]

### Siti archeologici
- Nel territorio comunale si trova l'importante sito archeologico di Vulci, dove è stata rinvenuta la tomba François, famosa per rappresentare una della più straordinarie manifestazioni della pittura etrusca[15].
- Porto etrusco di Regisvilla, i cui resti si trovano in località Punta delle Murelle, che serviva da approdo per la città di Vulci, che si trovava nell'entroterra[16].

### Aree naturali
- Oasi di Vulci

## Società

### Evoluzione demografica
Abitanti censiti

## Cultura

### Istruzione

#### Biblioteche
- Biblioteca comunale, presso il Complesso monumentale San Sisto[18][19].

### Teatri
- Teatro Lea Padovani[20].

## Geografia antropica

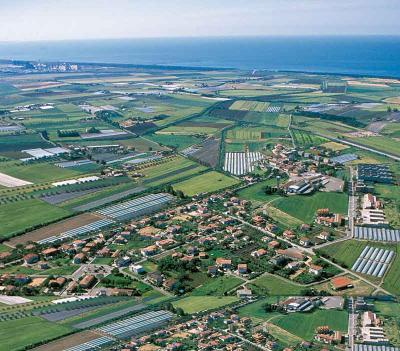
Vista aerea di Pescia Romana

Oltre a Montalto di Castro, il territorio presenta le frazioni di Pescia Romana, sull'Aurelia in prossimità del confine con la Toscana, Montalto Marina, sulla costa tirrenica poco a su della foce del Fiora, Montalto di Castro scalo, tra la città e la marina.

## Economia

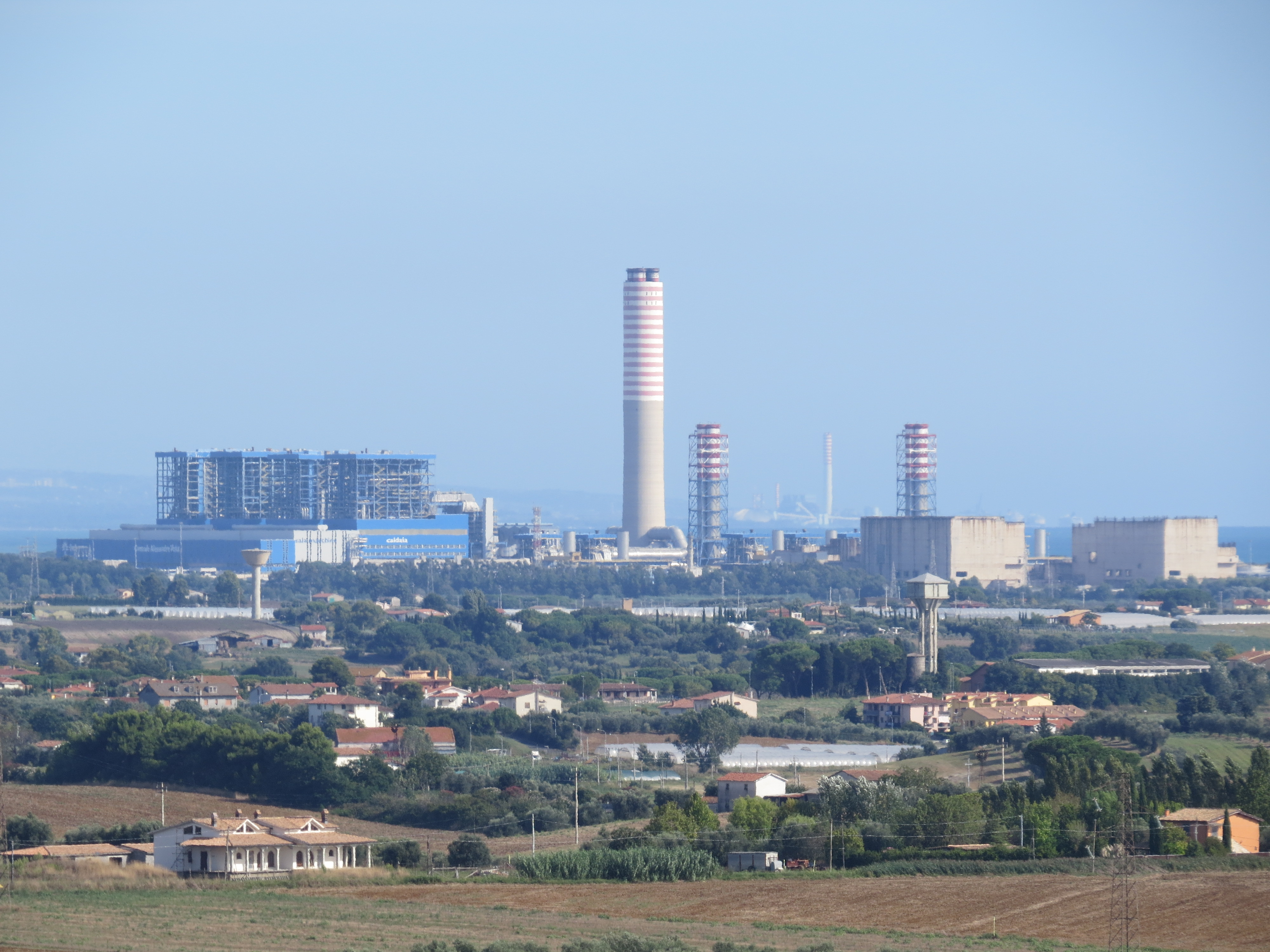
Centrale nucleare

In questo comune la SunPower Corp. - SunRay Renewable ha realizzato una delle più importanti centrali fotovoltaiche d'Italia termini di MW  conuna potenza di picco pari a 84,2 MW..
Nel suo territorio è attiva anche la centrale termoelettrica Alessandro Volta da 3 600 MW, realizzata convertendo la centrale elettronucleare Alto Lazio.
A confermare la sua vocazione energetica ad aprile 2011, il comune di Montalto di Castro detiene il primato nazionale sul fotovoltaico con 101,5 MW installati e in esercizio.
Anche l'agricoltura riveste un ruolo economico di rilievo, oltre ai cereali, vengono coltivati meloni, angurie, pomodori ma soprattutto l'asparago verde della Maremma, commercializzato attraverso strutture cooperative della zona.
Di seguito la tabella storica elaborata dall'Istat a tema Unità locali, intesa come numero di imprese attive, ed addetti, intesi come numero addetti delle unità locali delle imprese attive (valori medi annui).
|                    | 2015                  |                              |                            |                |                       |                     | 2014                  |                | 2013                  |                |
| ------------------ | --------------------- | ---------------------------- | -------------------------- | -------------- | --------------------- | ------------------- | --------------------- | -------------- | --------------------- | -------------- |
|                    | Numero imprese attive | % Provinciale Imprese attive | % Regionale Imprese attive | Numero addetti | % Provinciale Addetti | % Regionale Addetti | Numero imprese attive | Numero addetti | Numero imprese attive | Numero addetti |
| Montalto di Castro | 671                   | 2,87%                        | 0,15%                      | 2.018          | 3,4%                  | 0,13%               | 677                   | 2.057          | 684                   | 2.124          |
| Viterbo            | 23.371                |                              | 5,13%                      | 59.399         |                       | 3,86%               | 23.658                | 59.741         | 24.131                | 61.493         |
| Lazio              | 455.591               |                              |                            | 1.539.359      |                       |                     | 457.686               | 1.510.459      | 464.094               | 1.525.471      |

Nel 2015 le 671 imprese operanti nel territorio comunale, che rappresentavano il 2,87% del totale provinciale (23.371 imprese attive), hanno occupato 2.018 addetti, il 3,4% del dato provinciale (59.399 addetti); in media, ogni impresa nel 2015 ha occupato tre persone (3,01).

### Agricoltura

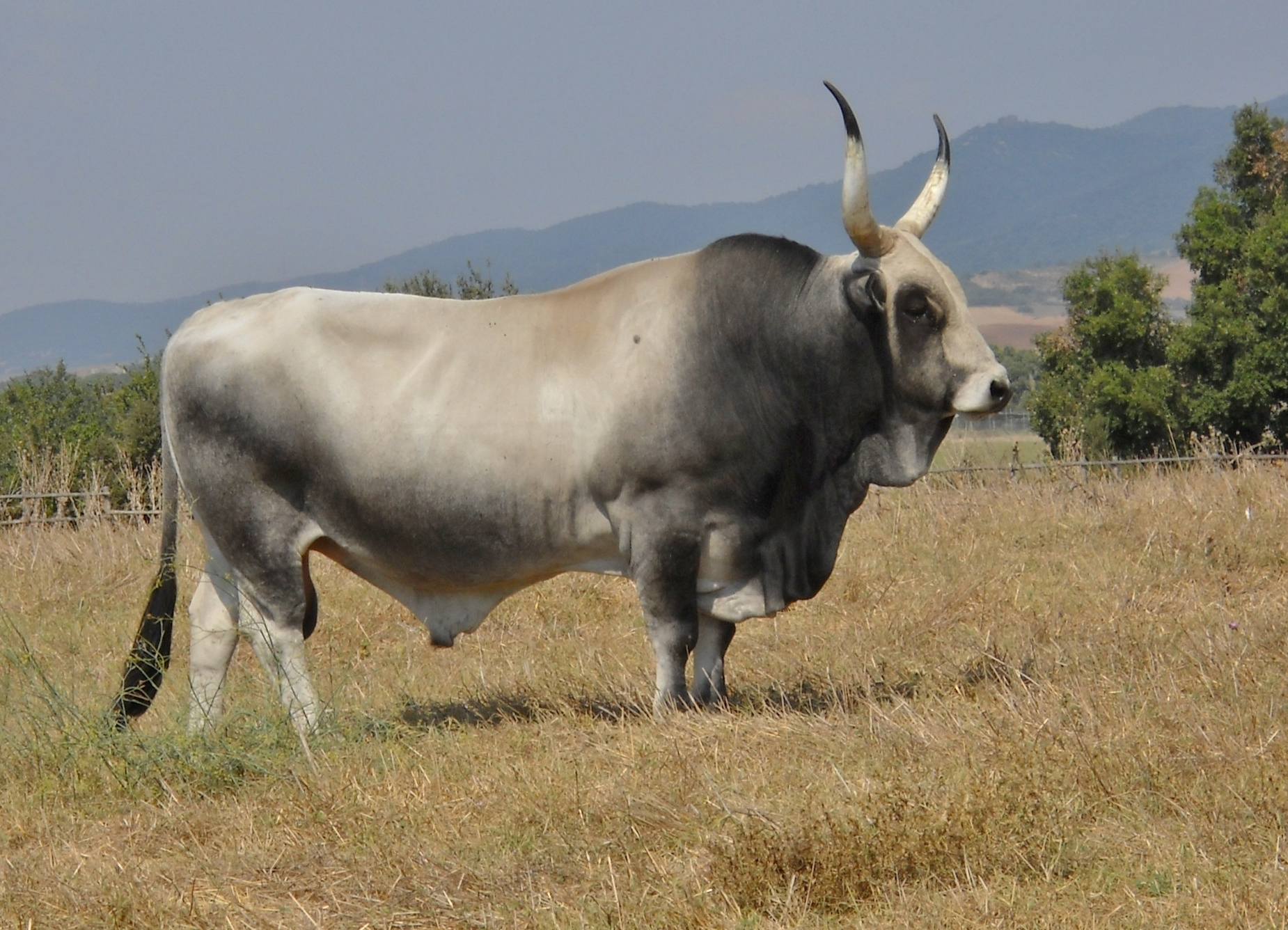
Toro di razza maremmana

Nelle campagne del territorio comunale si coltiva, tra l'altro, la varietà di olivo da cui si ricava l'olio extra vergine di oliva Canino, che nel 1996 ha ricevuto la DOP.

## Infrastrutture e trasporti

### Strade
Montalto di Castro è interessato dal percorso della Strada statale 1 Via Aurelia, che scorre poco fuori dall'abitato, collegandola di fatto a tutti i maggiori centri nazionali.
Montalto di Castro è poi collegata tramite la Strada Provinciale 4 Dogana, che si innesta sulla Tarquiniese e sulla Strada statale 312 Castrense, a Tuscania, e tramite la strada provinciale 106 Doganella, è collegata ad Ischia di Castro.

### Ferrovie
La città è servita dalla stazione ferroviaria di Montalto di Castro sulla linea Roma Termini-Grosseto.

## Amministrazione
Nel 1928, a seguito del riordino delle circoscrizioni provinciali stabilito dal regio decreto numero 1 del 2 gennaio 1927, per volontà del governo fascista, con cui un anno prima era stata istituita la provincia di Viterbo, Montalto di Castro passò dalla provincia di Roma a quella di Viterbo.

### Sindaci
| Periodo        | Periodo        | Primo cittadino      | Partito                                                       | Carica  | Note |
| -------------- | -------------- | -------------------- | ------------------------------------------------------------- | ------- | ---- |
| 12 giugno 1994 | 24 maggio 1998 | Roberto Sacconi      | PDS                                                           | Sindaco |      |
| 24 maggio 1998 | 26 maggio 2002 | Roberto Sacconi      | L'Ulivo                                                       | Sindaco |      |
| 27 maggio 2002 | 6 maggio 2012  | Salvatore Carai      | L'Ulivo                                                       | Sindaco |      |
| 7 maggio 2012  | 11 giugno 2017 | Sergio Caci          | lista civica di centro-destra Caci Sindaco                    | Sindaco |      |
| 11 giugno 2017 | 12 giugno 2022 | Sergio Caci          | lista civica di centro-destra Sviluppo Trasparenza e Legalità | Sindaco |      |
| 13 giugno 2022 | in carica      | Emanuela Socciarelli | lista civica Idee in Comune                                   | Sindaco |      |

### Altre informazioni amministrative
- Classificazione sismica: zona 4 (sismicità molto bassa), Ordinanza PCM 3274 del 20/03/2003

## Sport

### Calcio
- A.S.D. Maremmana 1934, squadra storica del paese, i cui colori sociali sono il bianco, il nero e il granata, che gioca nei campionati dilettantistici della regione[24].
- U.S.D. Montalto, i cui colori sociali sono il giallo e il blu, che gioca nei campionati dilettantistici della regione[25].

### Impianti sportivi
- Complesso Sportivo Alberto Martelli in località Campomorto.[26]